# Galerida malabarica
Sơn ca Malabar, tên khoa học Galerida malabarica, là một loài chim trong họ Alaudidae.
Sơn ca Malabar sinh sống ở tây Ấn Độ. Nó là một loài chim phổ biến của đất mở, có trồng trọt và cây bụi, thường ở một độ cao nhất định.
Sơn ca Malabar là một loài chim sinh sản ít di cư làm tổ trên mặt đất, đẻ hai hoặc ba quả trứng. Thức ăn của chúng là hạt và côn trùng, đặc biệt là vào mùa sinh sản.